# Kamel Hajaji
Kamel Hajaji est un écrivain français, né le 4 octobre 1978 à Neuilly-sur-Seine de parents tunisiens. Journaliste culturel pour Radio France et différents supports médias, il publie en septembre 2009 un premier roman, Fuck You New York,,, pour lequel il reçoit le prix Jeune Mousquetaire du Premier roman. Vient ensuite Paris Inch'Allah, sélectionné pour le White Ravens 2013[réf. souhaitée].
Les deux ouvrages sont sortis aux Éditions Sarbacane, dans la collection « Exprim' » consacrée aux écritures verbales.

## Romans et récits
- 2009 : Fuck You New York, éd. Sarbacane, coll. « Exprim' »
- 2012 : Paris Inch'Allah, éd. Sarbacane, coll. « Exprim' »